# Lee Westwood
Pour les articles homonymes, voir Westwood.
Lee Westwood, né le 24 avril 1973 à Worksop, est un golfeur anglais. Il figure parmi les joueurs les plus titrés du Circuit européen, dont il termine en tête de l'Ordre de Mérite en 2000. Lors de la saison 2009, il termine de nouveau en tête du classement des gains, qui porte désormais le nom Race to Dubaï.
Il devient numéro un mondial le 31 octobre 2010, succédant à Tiger Woods, bien qu'il n'ait jamais remporté un tournoi majeur.

## Biographie
Bien que commençant le golf plus tard, à 13 ans, que ses futurs adversaires, il progresse très rapidement et remporte son premier titre amateur en 1990 avant de remporter l'Open britannique amateur en 1993 puis passe pro la même année.
C'est en 1996 qu'il remporte son premier tournoi professionnel puis rapidement le second au Japon. Il remporte de nouvelles victoires l'année suivante.
Il fait ses débuts en Ryder Cup la même année. Son capitaine Severiano Ballesteros le confie à Nick Faldo pour former une paire d'Anglais alliant la fougue de la jeunesse à l'expérience de celui-ci qui marquera dans cette compétition son 24e points ce qui fait de lui le joueur le plus prolifique de la Ryder Cup.
Il devient l'un des piliers de l'équipe européenne dans cette compétition dont il dispute les six dernières éditions. Lors de la Ryder Cup 2008, compétition où il participe en prenant l'une des places réservées au choix du capitaine, l'Anglais Nick Faldo, il n'est pas aligné pour la première fois de sa carrière dans une partie de double. Durant ces six éditions, il remporte quatorze victoires pour dix défaites et cinq parties partagées. L'équipe européenne remporte quatre de ces éditions, pour deux défaites en 1999 et 2008.
Sur le plan individuel, il continue sa progression pour devenir en 2000 premier au classement de l'ordre du mérite européen, mettant fin à sept ans de règne ininterrompu de l'Écossais Colin Montgomerie.
Son parcours dans les tournois du Grand Chelem n'est toutefois pas à la hauteur de ses autres résultats: son meilleur résultat est une quatrième place au British Open de golf en 2004.
En 2008, il établit son meilleur résultat dans un tournoi du grand Chelem en terminant à la troisième place de l'US Open.
Il répète de nouveau cette performance en 2009 en terminant de nouveau troisième, lors de l'Open britannique. Avec un dernier tour où il réalise 71, il termine à un coup de Tom Watson et Stewart Cink qui se disputent le titre en playoff. C'est finalement Cink qui l'emporte. Un peu plus tard, il termine de nouveau troisième, lors de l'USPGA. Avec un score de trois sous le par total, il termine à cinq coups du vainqueur, le Sud-coréen Yong-Eun Yang qui devance de trois coups Tiger Woods. Il remporte également deux tournois sur le circuit européen, le Masters du Portugal puis le dernier tournoi de la saison 2009 du circuit européen, le Dubai World Championship, avec une carte de 64 sur le dernier tour, score qui est alors le record du parcours. Cette victoire lui permet également de remporter la Race to Dubai, classement qui remplace à partir de cette saison l'Ordre du Mérite européen. Il devance ainsi l'Irlandais du Nord Rory McIlroy, troisième à Dubaï, qui était en tête de ce classement avant le début de ce dernier tournoi. Avec 4 237 762 € de gains sur le circuit européen, il établit un nouveau record, record précédemment détenu par Ernie Els.
Il est fait officier de l'Ordre de l'Empire britannique (OBE) à l'occasion de la Queen's Birthday honours list le 11 juin 2011, pour services rendus au golf.
Pour la 39e Ryder Cup 2012 qui a eu lieu sur le parcours du Medinah Country Club de Chicago, Lee Westwood est associé à Francesco Molinari pour le Foursomes face à la paire Jason Dufner / Zach Johnson, les américains gagnent 3 et 2. Pour le Fourball du vendredi après-midi, il forme avec Nicolas Colsaerts un duo inédit, et face à la paire Tiger Woods / Steve Stricker il gagne 1up après un match époustouflant du rookie belge. Dans le Foursomes du samedi matin, face à la paire Keegan Bradley / Phil Mickelson et avec comme coéquipier Luke Donald, il se fait corriger par les américains 7 et 6. 
Dans les simples du dimanche, le capitaine José Maria Olazábal programme Lee Westwood dans la dixième rencontre face à Matt Kuchar, où sa victoire 3 et 2 donnera les prémices de la victoire pour les européens. Son bilan est ainsi de deux points en quatre matchs, deux victoires et deux défaites.
Après une longue période de disettes, Lee Westwood va renouer avec le succès à l'occasion du Nedbank Golf Challenge 2018, tournoi disputé en Afrique du Sud qu'il va remporter aux dépens de Sergio Garcia et Louis Oosthuizen, ce qui lui ouvre à nouveau la perspective de rentrer dans le top-50 mondial et ainsi disputer le Masters 2019 à Augusta.